# Municipio de Bejucal de Ocampo
El municipio de Bejucal de Ocampo es uno de los 124 municipios del estado mexicano de Chiapas. Junto con Motozintla, Amatenango de la Frontera, Bella Vista, Chicomuselo, Frontera Comalapa, La Grandeza, Mazapa y El Porvenir conforman el Distrito de Motozintla o Distrito XVII. Tiene como Cabecera la localidad de Bejucal de Ocampo.

## Historia
El nombre de este municipio para "Bejucal" significa "abundancia de bejucos o lianas" y "Ocampo" es en honor a Melchor Ocampo.Sus orígenes fueron durante la Revolución Mexicana y fue fundada por Flavio Guillén el cual era en ese tiempo el gobernador interino de Chiapas el 27 de abril de 1912. Se formó del departamento de Mariscal, con las agencias municipales de Ojo de Agua y El Bejucal las cuales estaban en el municipio de municipio de Amatenango de la Frontera. Tres años después, fue registrado como una delegación del municipio de La Grandeza dado que hubo una remunicipalización de 59 municipios por parte del estado.

## Demografía
De acuerdo a los resultados del Censo de Población y Vivienda de 2020 realizado por el Instituto Nacional de Estadística y Geografía, la población total del municipio es de 7365 habitantes, lo que representa un decrecimiento promedio de -0.35% anual en el período 2010-2020 sobre la base de los 7623 habitantes registrados en el censo anterior. Al año 2020 la densidad del municipio era de 93,56 hab/km².
| Gráfica de evolución demográfica de Municipio de Bejucal de Ocampo entre 2000 y 2020 |
|                                                                                      |
| Fuente: Instituto Nacional de Estadística Geografía e Informática                    |

En 2020 el 49.6% de los habitantes eran hombres y el 50.4% eran mujeres. El 89.2% de los habitantes mayores de 15 años (4266 personas) estaba alfabetizado. La población indígena era de 71 personas.
En el año 2010 estaba clasificado como un municipio de grado muy alto de vulnerabilidad social, con el 51.63% de su población, (5081 personas) en estado de pobreza extrema. Según los datos obtenidos en el censo de 2020, la situación de pobreza extrema afectaba al 28.8% de la población (2141 personas).
El 19.8% profesa la religión católica, el 56.4% es protestante y el 23.8% de los habitantes no profesa religión alguna.

### Localidades
En el censo de 2020 el municipio de Bejucal de Ocampo contaba con 37 localidades.
| Código INEGI      | Localidad          | Población (2020) |
| ----------------- | ------------------ | ---------------- |
| 070100019         | Ojo de Agua Centro | 802              |
| 070100001         | Bejucal de Ocampo  | 294              |
| Otras localidades | Otras localidades  | 6 269            |
| Total municipal   | Total municipal    | 7 365            |

## Geografía
Se encuentra a 15°27′N 92°09′O / 15.450, -92.150; en el oeste colinda con los municipios de la Grandeza y El Porvenir, al norte con Amatenango de la Frontera, y al sur colinda con el municipio de Mazapa de Madero.
Este municipio cuenta con varios manantiales, ríos y lagunas como: el río Yalimcum, el arroyo Lempa y el arroyo Ojo de agua, y tiene una extensión de la laguna en Las Tablas. En Bejucal de Ocampo hay un clima semicálido y templado húmedo. En su flora abundan los bosques de pino y encino.

## Turismo
Las principales atracciones que pueden ser encontradas en el municipio son variadas. Entre las celebraciones más importantes que hay están La Fiesta de la Virgen de la Concepción,Candelaria febrero 2, la Fiesta de San José y La Fiesta de Lourdes. Sus artesanías más distintivas son los textiles de lana y algodón, además de las fibras artificiales. En la gastronomía de la localidad, el frijol con carne es su comida típica. Para el turismo resulta muy atractivo ya que en alrededor de kilómetro y medio se pueden encontrar distintos lugares de interés, por ejemplo sus ríos, lagunas el Arroyo Lompa, la gruta en donde nace el río Yalicum el cual genera las aguas cristalinas de manantial que descienden de los riscos.

## Política
Su ayuntamiento de conforma de un presidente municipal, un síndico municipal, 3 regidores de Mayoría Relativa y 2 Regidores de Representación Proporcional. Además existen diferentes comisiones como la Comisión para la Atención del Programa Oportunidades, Comisión Agropecuaria, Comisión de Salud, Comisión de Seguridad Pública y la Comisión de Educación. La estructuración y organización de la administración del municipio está dado por un ayuntamiento constitucional, después el presidente municipal, luego la secretaria municipal, después de ellos se divida en Tesorería Municipal, Dirección de Obras Públicas, Coordinación Agropecuaria, Departamento de Informática, y Consejo de Municipal de Seguridad Pública.